# Euben
Euben ist ein Gemeindeteil in der Gemeinde Bindlach im Landkreis Bayreuth (Oberfranken, Bayern). Die Gemarkung Euben hat eine Fläche von 9,062 km². Sie ist in 719 Flurstücke aufgeteilt, die eine durchschnittliche Fläche von 12602,99 m² haben. In ihr liegen neben dem namensgebenden Ort die Gemeindeteile Buchhof, Dörflas, Forkenhof, Haselhof, Heisenstein, Obergräfenthal, Pferch und Theta.

## Geografie
Der Weiler liegt unmittelbar nördlich des Forstes Sankt Georgen. Er wird vom rechten Quellast des Cottenbachs verdolt durchlaufen. Eine Gemeindeverbindungsstraße führt nach Theta zur Kreisstraße BT 14 (2 km nordwestlich) bzw. nach Schießhaus (2,2 km südlich), eine weitere nach Pferch (0,4 km nördlich).

## Geschichte
Die erste urkundliche Erwähnung Eubens war im Jahr 1223. Gemäß der Urkunde schenkte Otto von Andechs-Meranien den fünf Höfe zählenden Ort am 20. Oktober jenes Jahres dem Kloster Langheim. Im 17. Jahrhundert kaufte ein Adam Dörfler sämtlich Höfe auf und gab sie später an seine Söhne weiter.
Gegen Ende des 18. Jahrhunderts gab es in Euben 7 Anwesen. Die Hochgerichtsbarkeit stand dem bayreuthischen Stadtvogteiamt Bayreuth zu. Die Dorf- und Gemeindeherrschaft hatte der Langheimer Amtshof. Grundherren waren die Verwaltung Ramsenthal (1 Dreiviertelhof, 1 Gütlein) und der Langheimer Amtshof (3 Höfe, 2 Sölden).
Von 1797 bis 1810 unterstand der Ort dem Justiz- und Kammeramt Bayreuth. Nachdem im Jahr 1810 das Königreich Bayern das Fürstentum Bayreuth käuflich erworben hatte, wurde Euben bayerisch. Infolge des Gemeindeedikts wurde Euben dem 1812 gebildeten Steuerdistrikt Ramsenthal zugewiesen. Zugleich entstand die Ruralgemeinde Euben, zu der Buchhof gehörte. Sie war in Verwaltung und Gerichtsbarkeit dem Landgericht Bayreuth zugeordnet und in der Finanzverwaltung dem Rentamt Bayreuth (1919 in Finanzamt Bayreuth umbenannt). Mit dem Gemeindeedikt von 1818 kam es zur Eingliederung folgender Gemeinden:
- Haselhof mit Dörflas, Heisenstein und Pferch,
- Obergräfenthal,
- Theta mit Forkenhof und Forsthaus.

Ab 1862 gehörte Euben zum Bezirksamt Bayreuth (1939 in Landkreis Bayreuth umbenannt). Die Gerichtsbarkeit blieb beim Landgericht Bayreuth (1879 in Amtsgericht Bayreuth umgewandelt). Die Gemeinde hatte 1964 eine Gebietsfläche von 7,601 km². 
Als am 1. Dezember 1973 das gemeindefreie Gebiet Forst Sankt Georgen aufgelöst wurde, kamen 147,14 Hektar oder 27,3 Prozent der Gebietsfläche zur Gemeinde Euben und die übrigen Teile zu den Gemeinden Cottenbach und Bindlach und zur Stadt Bayreuth. 
Im Zuge der Gebietsreform in Bayern wurde die Gemeinde Euben am 1. Mai 1978 nach Bindlach eingemeindet.

### Baudenkmäler
- Hochtheta 6: Wohnstallhaus[12]
- Wohnstallhaus[12]
- Kriegerdenkmal[12]

### Einwohnerentwicklung

#### Gemeinde Euben
| Jahr      | 1822  | 1840   | 1852   | 1855   | 1861   | 1867   | 1871   | 1875   | 1880   | 1885   | 1890   | 1895   | 1900   | 1905   | 1910   | 1919   | 1925   | 1933   | 1939   | 1946   | 1950   | 1952   | 1961  | 1970   |
| Einwohner | 245   | 329    | 367    | 371    | 380    | 376    | 379    | 393    | 409    | 388    | 381    | 391    | 391    | 419    | 393    | 385    | 354    | 344    | 330    | 460    | 445    | 381    | 316   | 316    |
| Häuser    | 36    |        |        |        |        |        | 46     |        |        | 61     | 63     |        | 60     |        |        |        | 58     |        |        |        | 59     |        | 61    |        |
| Quelle    | [ 8 ] | [ 14 ] | [ 14 ] | [ 14 ] | [ 15 ] | [ 16 ] | [ 17 ] | [ 18 ] | [ 19 ] | [ 20 ] | [ 21 ] | [ 14 ] | [ 22 ] | [ 14 ] | [ 23 ] | [ 14 ] | [ 24 ] | [ 14 ] | [ 14 ] | [ 14 ] | [ 25 ] | [ 14 ] | [ 9 ] | [ 26 ] |

#### Ort Euben
| Jahr      | 001819 | 001822 | 001861 | 001871 | 001885 | 001900 | 001925 | 001950 | 001961 | 001970 | 001987 |
| Einwohner | *33    | 48     | 85     | 59     | 60     | 64     | 60     | 71     | 55     | 45     | 37     |
| Häuser    |        | 6      |        |        | 10     | 9      | 9      | 8      | 8      |        | 8      |
| Quelle    | [ 27 ] | [ 8 ]  | [ 15 ] | [ 17 ] | [ 20 ] | [ 22 ] | [ 24 ] | [ 25 ] | [ 9 ]  | [ 26 ] | [ 1 ]  |

## Religion
Euben ist seit der Reformation evangelisch-lutherisch geprägt und nach St. Bartholomäus (Bindlach) gepfarrt.